# Kaočine
Kaočine (olaszul: Cauzzine) falu Horvátországban Šibenik-Knin megyében. Közigazgatásilag Drnišhez tartozik.

## Fekvése
Knintől légvonalban 22, közúton 32 km-re délnyugatra, községközpontjától 8 km-re nyugatra, Dalmácia közepén, a Čikola jobb partján fekszik.

## Története
Kaočine a középkorban a knini püspökségnek alárendelt miljevci plébánia területéhez tartozott. Földesurai Kamičak és Ključ vagy Ključica várainak urai voltak. Mindkét várat az egyik legjelentősebb horvát nemesi család a Nepilićek építették. Kamičak vára északra, a mai Brištane határában a Krka bal partján, Ključica vára pedig nyugatra a Čikola jobb partján emelkedő magaslaton állt. A török 1522-ben foglalta el Kamičak és Ključ várait. 
Kaočine első írásos említése 1550-ben a Klisszai szandzsák összeírásában történt. Neve a feltételezések szerint a „kalac” (sáros), az pedig a „kal” (sár) főnévből származik és a falu egykor mocsaras területére utal. Területe a kandiai háború során (1648-ban) szabadult fel a török uralom alól. Ezután híveinek lelki gondozását a visovaci ferences atyák végezték. A hívek előbb a skradini, majd a šibeniki püspökség igazgatása alá tartoztak. 1797-ben a Velencei Köztársaság megszűnésével a Habsburg Birodalom része lett. 1806-ban Napóleon csapatai foglalták el és 1813-ig francia uralom alatt állt. Napóleon bukása után ismét Habsburg uralom következett, mely az első világháború végéig tartott A falunak 1857-ben 254, 1910-ben 379 lakosa volt. Az első világháború után előbb a Szerb Királyság, majd rövid ideig az Olasz Királyság, ezután a Szerb-Horvát-Szlovén Királyság, majd Jugoszlávia része lett. 1991-ben majdnem teljes lakossága horvát nemzetiségű volt. A délszláv háború során a Krajinai Szerb Köztársasághoz csatolták, de mint vitatott terület a Miljevci-fennsíkkal együtt ténylegesen az UNPROFOR nemzetközi erőinek ellenőrzése alatt állt. A településnek 2011-ben 203 lakosa volt.

## Lakosság
| Lakosság változása | Lakosság változása | Lakosság változása | Lakosság változása | Lakosság változása | Lakosság változása | Lakosság változása | Lakosság változása | Lakosság változása | Lakosság változása | Lakosság változása | Lakosság változása | Lakosság változása | Lakosság változása | Lakosság változása | Lakosság változása |
| ------------------ | ------------------ | ------------------ | ------------------ | ------------------ | ------------------ | ------------------ | ------------------ | ------------------ | ------------------ | ------------------ | ------------------ | ------------------ | ------------------ | ------------------ | ------------------ |
| 1857               | 1869               | 1880               | 1890               | 1900               | 1910               | 1921               | 1931               | 1948               | 1953               | 1961               | 1971               | 1981               | 1991               | 2001               | 2011               |
| 254                | 254                | 263                | 288                | 363                | 379                | 364                | 425                | 518                | 553                | 580                | 538                | 407                | 392                | 253                | 203                |